# Johann Elert Bode
Johann Elert Bode (Hamburg, 19 de gener de 1747 - Berlín, 23 de novembre de 1826), fou un astrònom alemany. A pesar d'haver estat un gran observador, la seva carrera es va veure immersa en una interminable sèrie de polèmiques per la procedència dels seus descobriments. Es va atribuir la "llei de Titius", que avui es coneix com a llei de Titius-Bode.

## Assoliments científics
Considerat en el seu temps el més gran astrònom del seu país, Bode va arribar a ser membre de l'Acadèmia de Ciències de Berlín i director de l'observatori astronòmic de la capital alemanya.
Johann Bode es distingeix per haver compilat i publicat les primeres efemèrides en idioma alemany, titulades Astronomisches Jahrbuch oder Ephemeris. Va ser a més un gran descobridor i catalogador d'objectes d'espai profund, com nebuloses i cúmuls globulars.
Va descobrir les galàxies M81 i M82 el 1.774 i M54 a l'any següent. La llista dels objectes trobats per primera vegada per Bode seria interminable: M92 al 1777, M64 al 1779, NGC2548, IC4665 i l'estel C1779A1Bode, per anomenar-ne solament alguns.
Va recomanar el nom d'Urà al planeta descobert per William Herschel, al qual aquell havia batejat amb l'estrany nom de "Jordi" i va publicar la impactant llei de Titius-Bode, que el seu descobridor originari havia deixat en oblit.

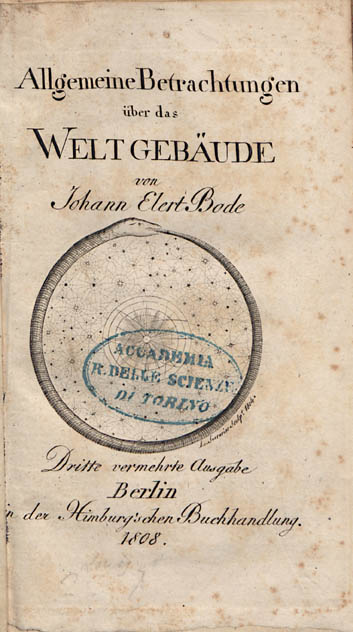
Allgemeine Betrachtungen über das Weltgebäude, 1808

## Les polèmiques

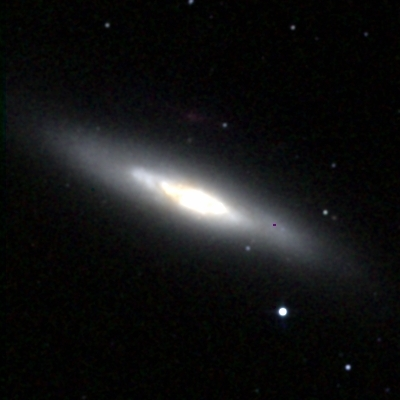
M82, descoberta per Bode

Donat l'extravagant caràcter de l'astrònom, les polèmiques van començar a aparèixer molt prompte. Quan, molt jove, va començar a catalogar els objectes d'espai profund i va publicar un catàleg de 20 d'ells que deia haver descobert entre 1774 i 1775, molt aviat es va comprovar que 17 ja n'havien estat catalogats per altres astrònoms.
Dos anys més tard va publicar un nou catàleg titulat pomposament Catàleg complet de cúmuls i nebuloses estel·lars mai observades fins al moment, però, dels 75 cúmuls i nebuloses descrits, 25 directament no existeixen. El motiu és que Bode no es va molestar a observar els seus objectes d'un en un, sinó que simplement "va plagiar" tots els catàlegs que altres astrònoms —incloent el cèlebre Johannes Hevelius— havien publicat en els anteriors sis anys. Aquests catàlegs assenyalaven expressament que molts resultats estaven pendents de confirmació, aclariment que Bode va ometre en incloure'ls en el seu.
Quan publica al 1768 el seu poc humilment titulat llibre Manual d'instruccions per a l'aprenentatge dels cels estelats, inclou l'avui cèlebre llei de Titius, però evitant esmentar el nom del seu descobridor. Titius la hi havia explicat poc després de descobrir-la (al 1766), per la qual cosa l'omissió del nom de l'astrònom originari s'ha considerat una greu violació a l'ètica professional i al dret de procedència. Aquesta falla s'ha resolt rebatejant la llei (que expressa amb sorprenent precisió i alguns misteris la distància al Sol dels planetes) llei de Titius-Bode.